# Kjell-Arne Vikström
Kjell-Arne Vikström, född 28 mars 1951 i Ursviken, död 9 september 2002, var en svensk ishockeyspelare.
Kjell-Arne Vikström var ishockeyfostrad i Clemensnäs IF, där han debuterade i A-laget 1969.
1972 spelade han en säsong för Skellefteå AIK innan hanvärvadess till Södertälje sportklubb.
Karriären gick rakt uppför när han fick chansen i Tre Kronors VM-trupp till Moskva 1973 varifrån han kom hem med en silvermedalj.
1975 blev det en bronsmedalj i VM i Västtyskland. 
Han var även medlem av Canada Cup-laget hösten 1976.
1978 lämnade han Södertälje SK, för den tyska klubben EC Deilinghofen. Tillbaka i Sverige spelade han återigen i Skellefteå AIK 1980–1982.
1982–1983 blev det Piteå, sedan en kort sejour i CRIF 1984–1985 och säsongen 1985–1986 som spelande tränare,
1986–1987 var han spelande tränare för Malå IF för att därefter återvända till CRIF, även denna gång som spelande tränare. Sitt sista tränaruppdrag hade han i Lövånger-Uttersjöbäcken AIK (LUAIK).

## Meriter
- SSK 1973-1978 (6 säsonger) 184 matcher, 110 mål, 53 assist, 153 utvisningsminuter.
- 49 A-landskamper 1973-1977, 12 mål, 2 VM/EM, 1 Canada Cup. 15 B-landskamper 1973-1975, 9 mål. VM-silver 1973.  VM-brons 1975. EM-silver 1973. EM-brons 1975.
- 1981. Skellefteå AIK. Laget kvalade året innan för att klara sig kvar i Elitserien. De vann sensationellt serien, men gick på pumpen mot Färjestad i semin. Kuriosa: i hemmaderbyt mot de förmodade serievinnarna och ärkerivalen Björklöven, tyckte Vikström att Löven värmde lite för mycket på deras sida sedan puckhinkarna hällts ut på isen. Han mötte upp Peter Edström (Löven), sedan brakade det lös! 20 minuters rallarslagsmål innan matchstart, alla deltog! Rolle Stoltz, Bullen med flera. Det tog inte slut förrän den fiffige, lokale vaktmästare släckte ljuset i hallen! Skellefteå vann slutligen matchen med 8-5. Tränare i SAIK var John Slettvoll.

## Klubbar
- Clemensnäs IF 1969–1972
- Skellefteå AIK 1972–1973, 1980–1982
- Södertälje SK 1973–1978
- Piteå HC 1982–1983
- CRIF 1983–1985, 1988–1989 (spelande tränare).
- Malå IF 1987–1988 (spelande tränare).